# اسپاویناو (اکلاهما)
اسپاویناو(به انگلیسی: Spavinaw) شهری در ایالت اکلاهما کشور ایالات متحده آمریکا است که جمعیت آن در سرشماری سال ۲۰۱۰ میلادی، ۴۳۷ نفر بوده‌است.